# John Biscoe
Pour les articles homonymes, voir Biscoe.
John Biscoe, né le 28 juin 1794 à Enfield Town, Middlesex, et mort en mer en 1843, est un navigateur et explorateur britannique qui commandait la première expédition à avoir vu la terre d'Enderby et la terre de Graham le long de la côte de l'Antarctique en pratiquant la chasse à la baleine.

## Biographie
Il entre dans la Royal Navy en mars 1812 et sert pendant trois ans dans la guerre contre les États-Unis (sur la Moselle (1812-1815). Après la guerre, il travaille dans la marine marchande dans les Caraïbes et mène diverses expéditions entre Liverpool et les Indes occidentales. Puis, en 1830, entre au service des Enderby. Chargé d'explorer les régions australes pour y chasser baleines et phoques, il part alors à la tête de deux navires, le Tula et le Lively pour l'Atlantique Sud.
Il passe alors aux Shetland du Sud et franchit le cercle antarctique le 22 janvier 1831. Partis vers l'Est, les navigateurs ont la vision des sommets de la future Terre d'Enderby. Ils nomment le cap Anne et le mont Biscoe. John Biscoe croit apercevoir, le 3 mars 1831 le continent Antarctique mais il ne s'agit en réalité que de l'île d'Anvers, ce qui ne sera révélé que soixante ans après son voyage. Atteint par le scorbut, il doit rentrer précipitamment à Hobart (Tasmanie).
En février 1832, il repart pour l'Antarctique avec ses deux navires, découvrent l'île Adélaïde et les îles Biscoe (18 février) et surtout ce qu'il nomme Graham Land, qui n'est autre que la pointe nord du continent Antarctique. Mais le géographe français Larenaudière en 1852 pense que ce hardi navigateur prouve encore, par la route qu'il a suivie, la non-existence d'un continent austral.
Il débarque sur Anvers Island et longeant la côte, effectue le tour complet du Pôle Sud. Il est ainsi le troisième navigateur après James Cook et Bellingshausen à le faire.
Après le naufrage du Lively aux Falklands, il revient à Londres en 1833.
Biscoe sert ensuite dans les Caraïbes et en Australie, principalement sur le Superb en Tasmanie (1838-1839).
Il meurt en mer lors d'un voyage de retour vers l'Angleterre en 1843.
Il est l'auteur du récit Journal of Voyage towards the South Pole (1832).
Jules Verne lui rend hommage dans ses romans Robur-le-Conquérant (chapitre XIV), Vingt Mille Lieues sous les mers (partie 2, chapitre XIV) et Le Sphinx des glaces (partie 1, chapitre III).